# Monorierdő
Monorierdő es un pueblo húngaro perteneciente al distrito de Monor, condado de Pest.

## Superficie
Cuenta con una superficie de 15,07 km².

## Demografía
Hasta 2024 la población era de 5137 habitantes, con una densidad de población de 340,87 hab/km².
| Gráfica de evolución demográfica de Monorierdő entre 2020 y 2024 |
|                                                                  |
| Datos según la Oficina Central de Estadística de Hungría.        |